# جيمس باركر
جيمس باركر (بالإنجليزية: James Parker)‏ هو سياسي أمريكي، ولد في 3 مارس 1776 في الولايات المتحدة، وتوفي في 1 أبريل 1868 في نفس البلد. حزبياً، نشط في الحزب الديمقراطي. وقد انتخب Mayor of Perth Amboy, New Jersey ‏ وانتخب عضو جمعية نيوجيرسي العامة وانتخب عضو مجلس النواب الأمريكي.